# 上司源乡
上司源乡，是中华人民共和国湖南省永州市祁阳市下辖的一个乡镇级行政单位。2015年，祁阳县调整乡镇行政区划。获得湖南省人民政府的批准后，11月24日，永州市人民政府下发永政函〔2015〕216号文件。将上司源乡并入石鼓源乡。

## 行政区划
上司源乡下辖以下地区：
上司源村、鸭婆凼村、蒋家冲村、双河村、农胜村、高枧村和南冲源村。